# Ananias Clotten
Ananias Clotten, auch Ananias von Clotten genannt (* um 1630 in Klotten; † 20. Juni 1699 in Trier) war ein deutscher Kapuziner, Novizenmeister und Schriftsteller.

## Leben
Ananias war ein Sohn von Johann von Clotten (1570–1634) und Bruder von Hubert von Clotten (1619–1639). Sein Eintritt in den Kapuzinerorden erfolgte am 12. Januar 1658. Am 1. September 1674 war er Novizenmeister in Trier. Hier verfasste er ein Gebetbuch dem P. Alexander von Lieser, Provinzsekretär, seine Approbation erteilte. In der Rheinischen Provinz der Kapuziner erreichte er fast alle Ämter und im Zeitraum von 1693 bis 1696 war er ihr Provinzial. Eines seiner Werke ist das älteste noch bekannte Zeremoniale der Kapuziner in der Rheinischen Provinz. Den Auftrag für das Werk Epitome sacrorum Rituum seu breve Cæremoniale Romanæ justa Rotum sunatore Romanae Ecclesiæ, das 1684 gedruckt wurde, hatte er von Pater Martin von Cochem erhalten. Je ein Exemplar davon befindet sich heute in der Stadtbibliothek Köln und in der Universitäts- und Landesbibliothek Darmstadt.

## Werke (Auswahl)
- Thymiama Devotionis, Sive Devotissimae, Köln 1675, 245 S.[1]
- Officium B. Mariae Virgis[2]
- Breviari Romani Comilatum, Mognutiae 7. Juli 1684
- Epitome sacrorum Rituum seu breve Cæremoniale Romanæ justa Rotum sunatore Romanae Ecclesiæ[3]